# 65. Oscar-gála
A 65. Oscar-gálán az Amerikai Filmművészetek és Filmtudományok Akadémiája (AMPAS) az 1992-es év legjobb filmjeit és filmeseit jutalmazta. A ceremóniára 1992. március 29-én került sor, az Akadémia összesen huszonhárom kategóriában osztott ki díjakat.
A Nincs bocsánat című film nyerte a legtöbb díjat, összesen öt kategóriában, beleértve a legjobb filmnek járó Oscart is. A legjobb női főszereplő Emma Thompson (Szellem a házban), míg a legjobb női mellékszereplő Marisa Tomei (Vinny, az 1ügyű) lett. A legjobb férfi főszereplő Al Pacino vehette át az Egy asszony illata című filmjéért, a legjobb férfi mellékszereplő Gene Hackman, a Nincs bocsánat színésze lett.

## Díjazottak
| Kategória                     | Győztes                          |                                                            |
| ----------------------------- | -------------------------------- | ---------------------------------------------------------- |
| Legjobb film                  | Nincs bocsánat                   | Clint Eastwood                                             |
| Legjobb férfi főszereplő      | Al Pacino                        | Egy asszony illata                                         |
| Legjobb női főszereplő        | Emma Thompson                    | Szellem a házban                                           |
| Legjobb férfi mellékszereplő  | Gene Hackman                     | Nincs bocsánat                                             |
| Legjobb női mellékszereplő    | Marisa Tomei                     | Vinny, az 1ügyű                                            |
| Legjobb rendező               | Clint Eastwood                   | Nincs bocsánat                                             |
| Legjobb eredeti forgatókönyv  | Síró játék - The Crying Game     | Neil Jordan                                                |
| Legjobb adaptált forgatókönyv | Szellem a házban                 | Ruth Prawer Jhabvala                                       |
| Legjobb fényképezés           | Folyó szeli ketté                | Philippe Rousselot                                         |
| Legjobb vágás                 | Nincs bocsánat                   | Joel Cox                                                   |
| Legjobb látványtervezés       | Szellem a házban                 | Ian Whittaker, Luciana Arrighi                             |
| Legjobb kosztümtervező        | Drakula                          | Isioka Eiko                                                |
| Legjobb smink/maszk           | Drakula                          | Greg Cannom, Michele Burke, Matthew W. Mungle              |
| Legjobb eredeti filmzene      | Aladdin                          | Alan Menken                                                |
| Legjobb eredeti betétdal      | Aladdin                          | „A Whole New World”                                        |
| Legjobb hang                  | Az utolsó mohikán                | Chris Jenkins, Doug Hemphill, Mark Smith, Simon Kaye       |
| Legjobb hangvágás             | Drakula                          | David E. Stone, Tom C. McCarthy                            |
| Legjobb képi effektusok       | Jól áll neki a halál             | Ken Ralston, Doug Chiang, Douglas Smythe, Tom Woodruff Jr. |
| Legjobb idegen nyelvű film    | Indokína                         | Franciaország                                              |
| Legjobb dokumentumfilm        | The Panama Deception             | Barbara Trent, David Kasper                                |
| Legjobb rövid dokumentumfilm  | Educating Peter                  | Thomas C. Goodwin, Gerardine Wurzburg                      |
| Legjobb animációs rövidfilm   | Mona Lisa Descending a Staircase | Joan C. Gratz                                              |
| Legjobb rövidfilm             | Omnibus                          | Sam Karmann                                                |

## Kategóriák és jelöltek

### Legjobb film
Nincs bocsánat (Clint Eastwood)
- Síró játék - The Crying Game (Stephen Woolley)
- Egy becsületbeli ügy (David Brown, Rob Reiner, Andrew Scheinman)
- Szellem a házban (Ismail Merchant)
- Egy asszony illata (Martin Brest)

### Legjobb színész
Al Pacino (Egy asszony illata)
- Robert Downey Jr. (Chaplin)
- Stephen Rea (Síró játék - The Crying Game)
- Denzel Washington (Malcolm X)
- Clint Eastwood (Nincs bocsánat)

### Legjobb színésznő
Emma Thompson (Szellem a házban)
- Catherine Deneuve (Indokína)
- Susan Sarandon (Lorenzo olaja)
- Michelle Pfeiffer (A szeretet földje)
- Mary McDonnell (Szerelem-hal)

### Legjobb mellékszereplő színész
Gene Hackman (Nincs bocsánat)
- Jaye Davidson (Síró játék - The Crying Game)
- Jack Nicholson (Egy becsületbeli ügy)
- Al Pacino (Glengarry Glen Ross)
- David Paymer (Mr. Saturday Night)

### Legjobb mellékszereplő színésznő
Marisa Tomei (Vinny, az 1ügyű)
- Miranda Richardson (Damage)
- Joan Plowright (Elvarázsolt április)
- Vanessa Redgrave (Szellem a házban)
- Judy Davis (Férjek és feleségek)

### Legjobb rendező
Clint Eastwood (Nincs bocsánat)
- Neil Jordan (Síró játék - The Crying Game)
- James Ivory (Szellem a házban)
- Robert Altman (A játékos)
- Martin Brest (Egy asszony illata)

### Legjobb eredeti forgatókönyv
Síró játék - The Crying Game (Neil Jordan)
- Férjek és feleségek (Woody Allen)
- Lorenzo olaja (George Miller, Nick Enright)
- Szerelem-hal (John Sayles)
- Nincs bocsánat (David Webb Peoples)

### Legjobb adaptált forgatókönyv
Szellem a házban (Ruth Prawer Jhabvala)
- Elvarázsolt április (Peter Barnes)
- A játékos (Michael Tolkin)
- Folyó szeli ketté (Richard Friedenberg)
- Egy asszony illata (Bo Goldman)

### Legjobb fényképezés
Folyó szeli ketté (Philippe Rousselot)
- Amant, L' (Robert Fraisse)
- Hoffa (Stephen H. Burum)
- Szellem a házban (Tony-Pierce Roberts)
- Nincs bocsánat (Jack N. Green)

### Legjobb vágás
Nincs bocsánat (Joel Cox)
- Elemi ösztön (Frank J. Urioste)
- Síró játék - The Crying Game (Kant Pan)
- Egy becsületbeli ügy (Robert Leighton)
- A játékos (Geraldine Peroni)

### Legjobb látványtervezés
Szellem a házban (Ian Whittaker, Luciana Arrighi)
- Drakula (Thomas E. Sanders, Garrett Lewis)
- Chaplin (Stuart Craig, Chris Butler)
- Játékszerek - Toys (Ferdinando Scarfiotti, Linda DeScenna)
- Nincs bocsánat (Henry Bumstead, Janice Blackie-Goodine)

### Legjobb kosztümtervező
Drakula (Isioka Eiko)
- Elvarázsolt április (Sheena Napier)
- Szellem a házban (Jenny Beaven, John Bright)
- Malcolm X (Ruth E. Carter)
- Játékszerek - Toys (Albert Wolsky)

### Legjobb smink/maszk
Drakula (Greg Cannom, Michele Burke, Matthew W. Mungle)
- Batman visszatér (Ve Neill, Ronnie Specter, Stan Winston)
- Hoffa (Ve Neill, Greg Cannom, John Blake)

### Legjobb eredeti filmzene
Aladdin (Alan Menken)
- Elemi ösztön (Jerry Goldsmith)
- Chaplin (John Barry)
- Szellem a házban (Richard Robbins)
- Folyó szeli ketté (Mark Isham)

### Legjobb eredeti betétdal
Aladdin – Alan Menken, Tim Rice: „A Whole New World”
- Aladdin – Alan Menken, Howard Ashman: „Friend Like Me”
- Több mint testőr – David Foster, Linda Thompson: „I Have Nothing”
- Több mint testőr – Jud Friedman, Allan Dennis Rich: „Run to You”
- A mambó királyai – Robert Kraft, Arne Glimcher: „Beautiful Maria of My Soul”

### Legjobb hang
Az utolsó mohikán (Chris Jenkins, Doug Hemphill, Mark Smith, Simon Kaye)
- Aladdin (Terry Porter, Mel Metcalfe, David J. Hudson, Doc Kane)
- Egy becsületbeli ügy (Kevin O'Connell, Rick Kline Robert Eber)
- Úszó erőd (Donald O. Mitchell, Frank A. Montaño, Rick Hart Scott D. Smith)
- Nincs bocsánat (Les Fresholtz, Vern Poore, Rick Alexander, Rob Young)

### Legjobb hangvágás
Drakula (David E. Stone, Tom C. McCarthy)
- Aladdin (Mark A. Mangini)
- Úszó erőd (John Leveque, Bruce Stambler)

### Legjobb képi effektusok
Jól áll neki a halál (Ken Ralston, Doug Chiang, Douglas Smythe, Tom Woodruff Jr.)
- A végső megoldás: Halál (Richard Edlund, Alec Gillis, Tom Woodruff Jr. George Gibbs)
- Batman visszatér (Michael L. Fink, Craig Barron, John Bruno Dennis Skotak)

### Legjobb idegen nyelvű film
Indokína (Franciaország)
- Daems (Belgium)
- Un Lugar en el mundo (Argentína)
- Istók (Németország)
- Urga (Oroszország)

### Legjobb dokumentumfilm
The Panama Deception (Barbara Trent, David Kasper)
- Changing Our Minds: The Story of Dr. Evelyn Hooker (David Haugland)
- Fires of Kuwait (Sally Dundas)
- Liberators: Fighting on Two Fronts in World War II (William Miles, Nina Rosenblum)
- Music for the Movies: Bernard Herrmann (Margaret Smilov, Roma Baran)

### Legjobb rövid dokumentumfilm
Educating Peter (Thomas C. Goodwin, Gerardine Wurzburg)
- At the Edge of Conquest: The Journey of Chief Wai-Wai (Geoffrey O'Connor)
- Beyond Imagining: Margaret Anderson and the 'Little Review' (Wendy L. Weinberg)
- The Colours of My Father: A Portrait of Sam Borenstein (Richard Elson, Sally Bochner)
- When Abortion Was Illegal: Untold Stories (Dorothy Fadiman)

### Legjobb animációs rövidfilm
Mona Lisa Descending a Staircase (Joan C. Gratz)
- Adam (Peter Lord)
- Reci, reci, reci (Michaela Pavlátová)
- The Sandman (Paul Berry)
- Screen Play (Barry Purves)

### Legjobb rövidfilm
Omnibus (Sam Karmann)
- Contact (Jonathan Darby, Jana Sue Memel)
- Cruise Control (Matt Palmieri)
- The Lady in Waiting (Christian Taylor)
- Swan Song (Kenneth Branagh)

## Végső eredmény
(Győzelem/jelölés)
| 4/9 | Nincs bocsánat               |
| 3/9 | Szellem a házban             |
| 3/4 | Drakula                      |
| 2/2 | Aladdin                      |
| 1/6 | Síró játék - The Crying Game |
| 1/4 | Egy asszony illata           |
| 1/3 | Folyó szeli ketté            |
| 1/2 | Indokína                     |
| 1/1 | Vinny, az 1ügyű              |
| 1/1 | Az utolsó mohikán            |
| 1/1 | Jól áll neki a halál         |